# New Miyako
Die New Miyako (japanisch ニューみやこ) war ein 1984 in Dienst gestelltes Fährschiff der japanischen Reederei Hankyū Ferry. Sie wurde bis 1996 auf der Strecke von Kokura nach Izumiōtsu eingesetzt, ehe sie als SuperFerry 12 und St. Pope John Paul II in philippinischen Gewässern fuhr. 2021 ging das Schiff zum Abbruch nach Chittagong.

## Geschichte
Die New Miyako wurde am 12. Juli 1983 unter der Baunummer 278 in der Werft von Kanda Zosensho in Kure auf Kiel gelegt und lief am 26. Oktober 1983 vom Stapel. Nach der Ablieferung an Hankyū Ferry am 26. Januar 1984 nahm sie am 29. Januar 1984 den Fährdienst von Kokura nach Izumiōtsu auf. Ihr älteres Schwesterschiff war die 1983 in Dienst gestellte und 2011 in Alang abgewrackte New Yamato.
Nach zwölf Jahren Fährdienst in japanischen Gewässern wurde die New Miyako 1996 an die in Manila ansässige Reederei SuperFerry verkauft und in SuperFerry 12 umbenannt, um fortan auf verschiedenen Strecken zwischen den philippinischen Inseln eingesetzt zu werden. 2012 ging das Schiff in den Besitz von 2GO Travel über und erhielt den Namen St. Pope John Paul II. Es fuhr fortan zwischen Manila, Cebu und Cagayan de Oro.
2021 wurde die St. Pope John Paul II nach einer Dienstzeit von insgesamt 37 Jahren ausgemustert und im Juni 2021 zum Abbruch nach Bangladesch verkauft. Im folgenden Monat traf das Schiff bei den Abwrackwerften von Chittagong ein.